# جان روني
جان روني (بالإنجليزية: Jan Rooney)‏ هي مغنية أمريكية، ولدت في 23 نوفمبر 1939 في لوس أنجلوس في الولايات المتحدة.

## وصلات خارجية
- جان روني على موقع IMDb (الإنجليزية)
- جان روني على موقع ميوزك برينز (الإنجليزية)
- جان روني على موقع قاعدة بيانات الفيلم (الإنجليزية)